# Diomedeidae
Gli àlbatri (Diomedeidae G.R. Gray, 1840; al singolare àlbatro (in italiano anche albatros, invariabile)) sono una famiglia di uccelli di mare dell'ordine Procellariiformes. 
Sono tra i volatili più grandi della Terra e, addirittura, l'albatro urlatore è l'uccello vivente con l'apertura alare più grande al mondo.

## Tassonomia
La famiglia Diomedeidae comprende 22 specie in 4 generi:
- Genere Phoebastria
  - Phoebastria immutabilis (Rothschild, 1893) – albatro di Laysan
  - Phoebastria nigripes (Audubon, 1839) – albatro piedineri
  - Phoebastria irrorata (Salvin, 1883) – albatro vermicolato
  - Phoebastria albatrus (Pallas, 1769) – albatro codacorta

- Genere Diomedea
  - Diomedea exulans Linnaeus, 1758 – albatro urlatore
  - Diomedea antipodensis C.J.R.Robertson & Warham, 1992 – albatro degli Antipodi
  - Diomedea amsterdamensis Roux, Jouventin, Mougin, Stahl & Weimerskirch, 1983 – albatro di Amsterdam
  - Diomedea dabbenena Mathews, 1929 – albatro di Tristan
  - Diomedea epomophora Lesson, 1825 – albatro reale del sud
  - Diomedea sanfordi Murphy, 1917 – albatro reale del nord

- Genere Phoebetria
  - Phoebetria fusca (Hilsenberg, 1822) – albatro fuligginoso
  - Phoebetria palpebrata (J.R.Forster, 1785) – albatro mantochiaro

- Genere Thalassarche
  - Thalassarche melanophris (Temminck, 1828) – albatro sopraccigli neri
  - Thalassarche impavida Mathews, 1912 – albatro di Campbell
  - Thalassarche cauta (Gould, 1841) – albatro cauto
  - Thalassarche eremita Murphy, 1930 – albatro delle Chatham
  - Thalassarche salvini (Rothschild, 1893) – albatro di Salvin
  - Thalassarche chrysostoma (J.R.Forster, 1785) – albatro testagrigia
  - Thalassarche chlororhynchos (J.F.Gmelin, 1789) – albatro beccogiallo dell'Atlantico
  - Thalassarche carteri (Rothschild, 1903) – albatro beccogiallo dell'Indiano
  - Thalassarche bulleri (Rothschild, 1893) – albatro di Buller
  - Thalassarche steadi[5] (Falla, 1933) – albatro dalla testa bianca

## Descrizione

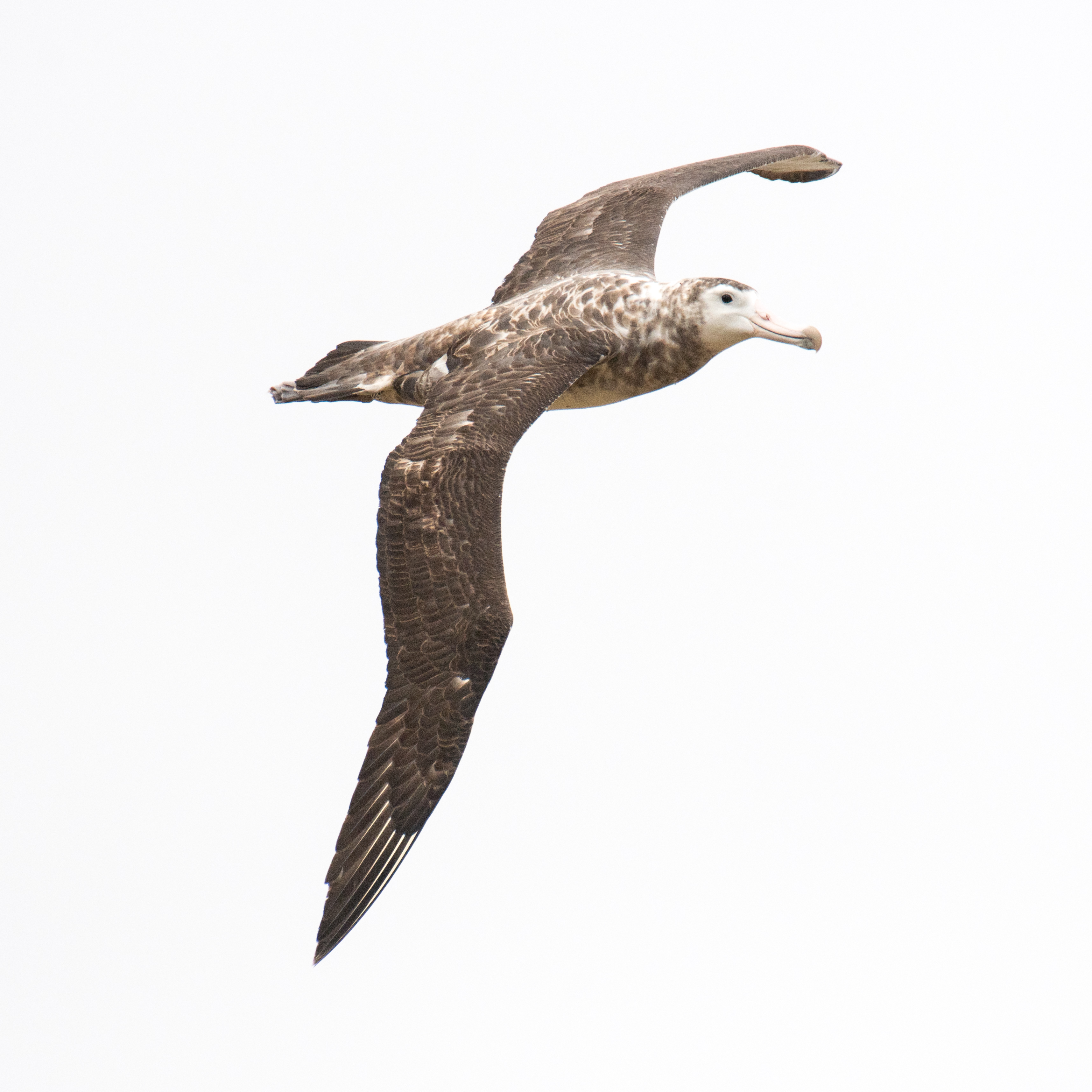
Un albatro di Amsterdam in volo

Sono uccelli marini di grandi dimensioni, di colore bianco, con ali e coda parzialmente nere. Presentano una grande testa e un becco robusto e ad uncino.

L'apertura alare dei grandi albatri del genere Diomedea è la più grande fra tutti gli uccelli, arrivando fino a circa 340 cm, anche se le altre specie di albatri hanno aperture di dimensioni più contenute, attorno a 175 cm. Le ali sono robuste e leggermente curve, con estremità affusolate per migliorare la penetrazione aerodinamica.

## Biologia

### Alimentazione
Si nutrono di cibi grassi ed oleosi, fra cui seppie, pesci e krill. Spesso si cibano anche degli scarti rilasciati dalle navi specializzate nella lavorazione di prodotti derivati dalle balene.

### Riproduzione

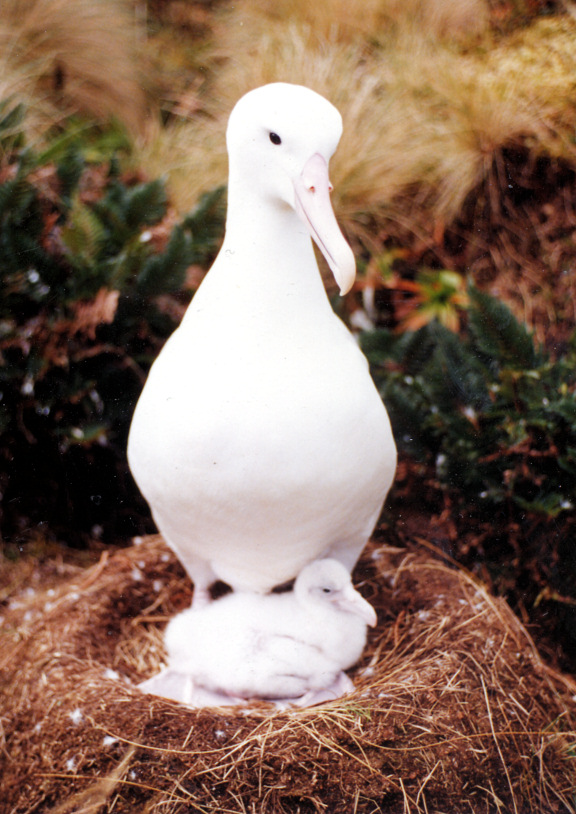
Un adulto e un pulcino di albatro reale del sud nel nido

La vita di questi volatili è improntata alla monogamia. In genere è la femmina a scegliere il compagno con un rituale di corteggiamento, basato su una serie di danze e strofinamenti vari, a seguito del quale avviene l'accoppiamento.
I nidi sono costruiti dai maschi con frammenti vegetali e terriccio. La femmina depone un singolo uovo che pesa circa 500 grammi e richiede un periodo d'incubazione di circa tre mesi. Durante questo periodo i genitori si alternano nella cova per andare a cercare cibo.
Dopo la nascita, il piccolo diventa autosufficiente dopo circa nove mesi. Solo quando il piccolo albatro avrà imparato a volare e a procurarsi il cibo da solo, i genitori potranno andare avanti nella loro vita e accoppiarsi di nuovo dopo circa un anno dalla prima cova.

### Volo

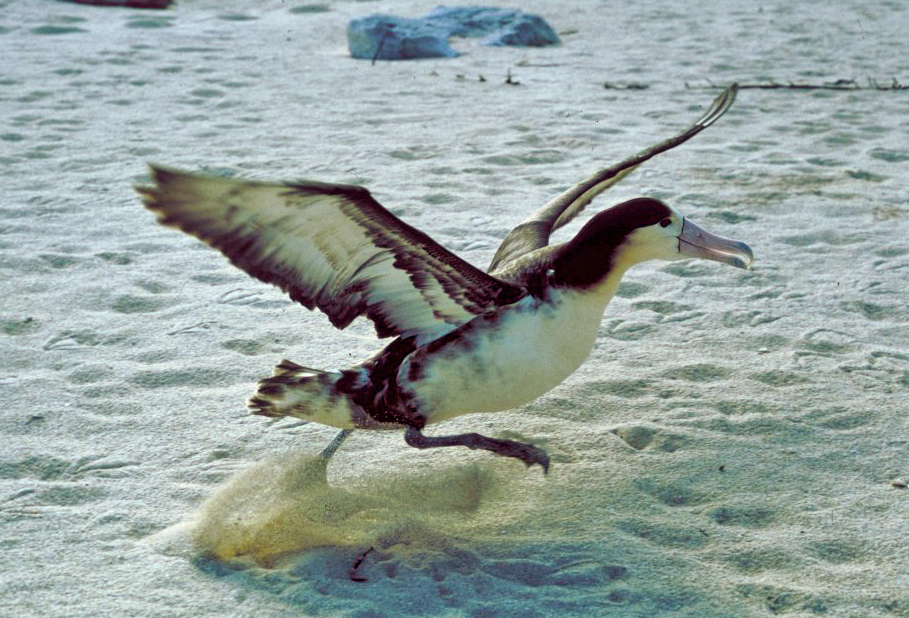
Il decollo dell'albatro non è agevole e risulta estremamente dispendioso dal punto di vista energetico.

Gli albatri sono in grado di percorrere lunghe distanze sfruttando, come gli altri grandi volatori marini, le correnti d'aria ascendenti del moto ondoso o quelle dovute ai cambi di pendenza delle coste, entrambe di natura dinamica; sono comunque in grado di sfruttare anche quelle verticali d'origine termica. Nel primo caso si sfrutta la differenza di velocità delle correnti d'aria, compresa quella che si forma davanti e dietro la cresta delle grandi onde oceaniche e che dà luogo ad un gradiente di velocità del vento. Nel secondo caso i venti e le brezze marine che incontrano un ostacolo, come un'isola o una costa, sono forzatamente costretti a risalire a causa della strozzatura incontrata. Gli albatri sfruttano entrambe queste situazioni, favoriti dalla loro spiccata abilità di veleggiatori in grado di raggiungere efficienze aerodinamiche di 22~23:1, valore che indica che per ogni metro di quota perduta sono in grado di traslare in volo orizzontale per 22 o 23 metri.

In questo sono anche aiutati da un fascio tendineo incernierato all'altezza della scapola, che permette all'ala completamente distesa di bloccarsi in quella posizione senza dover essere costretti ad esercitare un costante e continuo sforzo muscolare: è questo un adattamento fisiologico che hanno in comune con gli altri grandi volatori, necessario per fronteggiare il forte momento flettente che si ha all'attacco delle semiali durante il volo, a causa delle notevoli semiaperture alari.
La grande apertura alare che li favorisce nel volo a distanza li rende, d'altra parte, piuttosto impacciati durante le fasi di decollo da terra se non possono lanciarsi da una scogliera, adoperata come un trampolino di lancio; ancora più penalizzante è l'eventuale decollo dal mare, praticamente impossibile senza un'opportuna e dispendiosa rincorsa.

Di fatto il decollo mattutino dopo il risveglio, per librarsi in volo alla ricerca del nutrimento, è probabilmente da considerarsi come l'attività energeticamente più complessa della giornata.

## Distribuzione e habitat

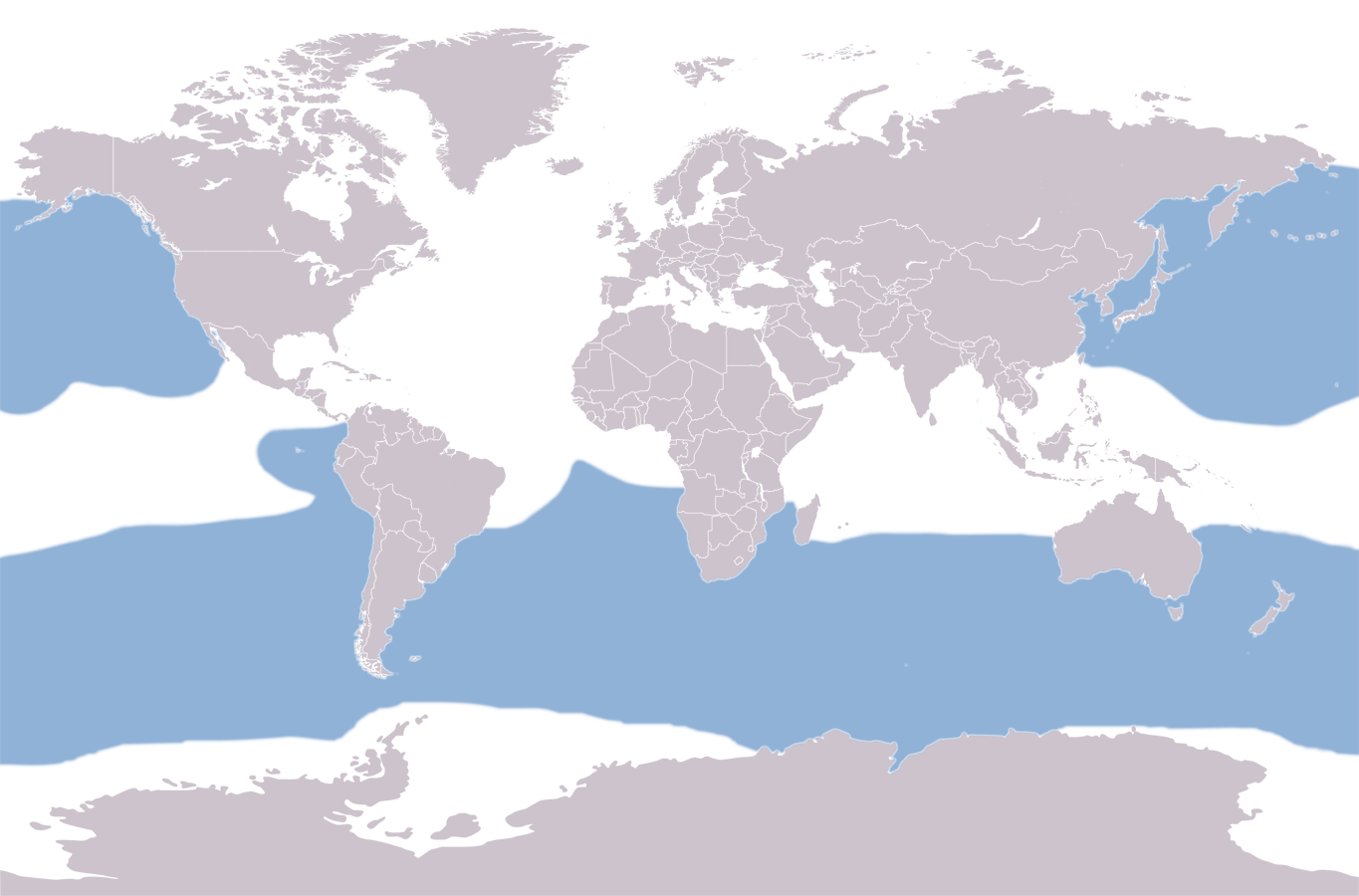
Areale (in blu)

Vivono negli oceani meridionali e nel nord dell'oceano Pacifico. Sono assenti nell'Atlantico settentrionale se non come fossili. Tuttavia, ci sono stati degli avvistamenti nel Mediterraneo, in particolare nella zona della laguna veneta e sulle coste della Romagna. 
Abitano soprattutto su isole remote dell'oceano in numerosi gruppi spesso di specie diverse.
A causa delle loro grandi dimensioni, preferiscono vivere in luoghi ventosi, dove le correnti d'aria favoriscono il decollo.

## Conservazione

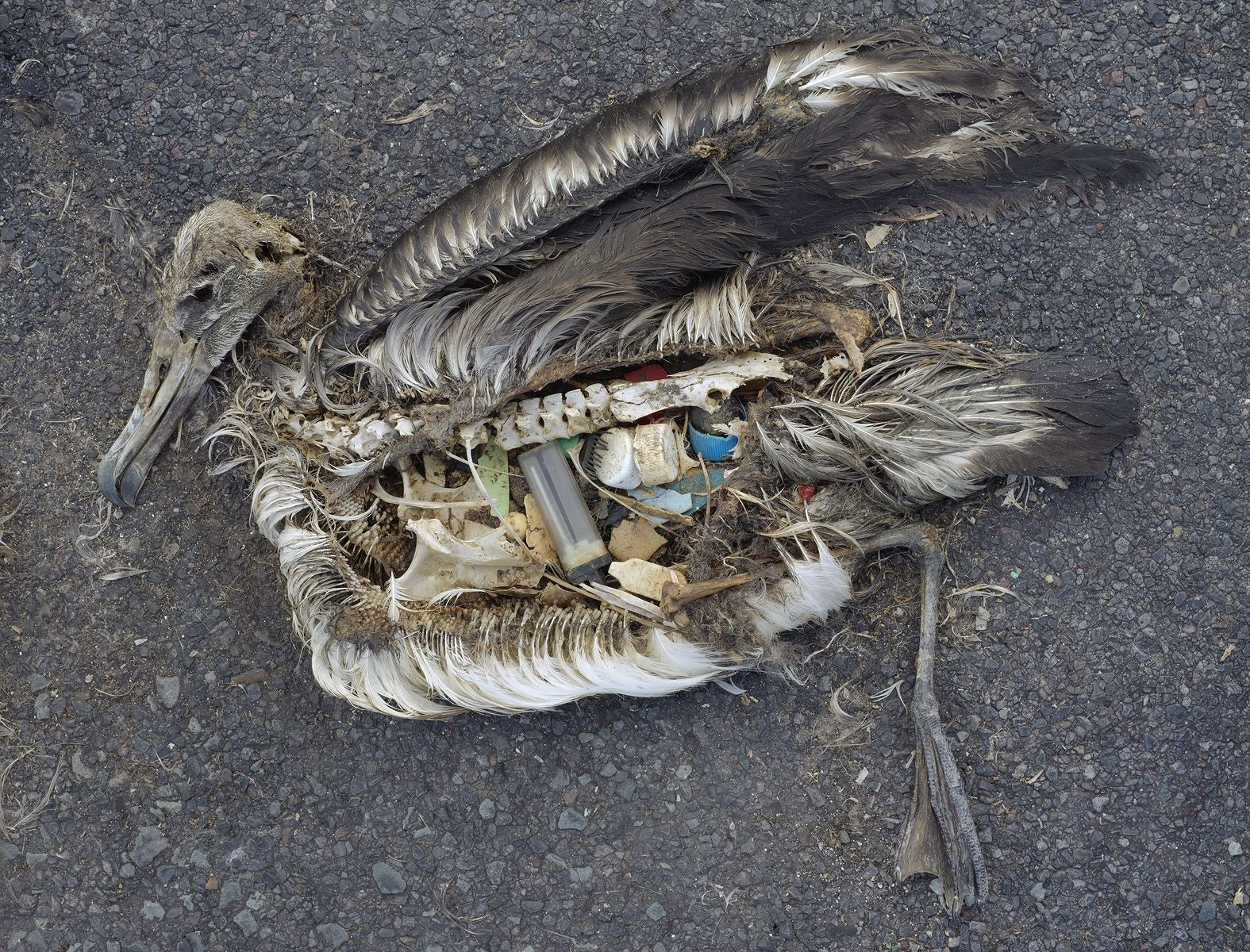
Lo stomaco pieno di plastica di un albatro morto nell'atollo di Midway

15 delle 22 specie di albatri sono considerate a rischio di estinzione da parte dell'IUCN (6 vulnerabili, 7 in pericolo e 2 in pericolo critico). Sono minacciati dall'inquinamento e dalla pesca intensiva, e dall'introduzione nel loro habitat di animali come ratti o gatti ferali che attaccano uova, pulcini e giovani adulti.

## Letteratura
- L'albatro (Albatros) di Charles Baudelaire
- La ballata del vecchio marinaio (The Rime of the Ancient Mariner) di Samuel Taylor Coleridge
- Albatros (Io ero un uccello) di Alda Merini
- L'albatro di Marracash

## Cinema
- Le avventure di Bianca e Bernie (1977)
- Bianca e Bernie nella terra dei canguri (1990)
- DayDreamer - Le ali del sogno (2018)